# Wolfgang Prandke
Wolfgang Prandke (* 16. März 1943; † 29. September 2013 in Berlin) war ein deutscher Tischtennisspieler. Er gewann 1961 das Bundesranglistenturnier.

## Werdegang
Sein Leistungshoch hatte der Linkshänder Prandke Ende der 1950er und Anfang der 1960er Jahre. Er galt damals als stärkster deutscher Jugendspieler. Fünfmal siegte er bei deutschen Jugendmeisterschaften:
- 1957 im Doppel mit Peter Czichowski[2]
- 1958 im Einzel[3]
- 1959 im Mixed mit Jutta Fischer[4]
- 1960 im Doppel mit Bernd Marks und im Mixed mit Jutta Fischer[5]

Erste internationale Erfolge erzielte er 1957 bei den internationalen Jugendmeisterschaften von England. Hier siegte er im Einzel, Doppel (mit David Creamer (England)) und im Mixed (mit Ursel Ehebrecht). Im gleichen Turnier nahm er auch an den Jugendveranstaltungen teil, wo er im Doppel mit Martin Ness und im Mixed mit Ursel Ehebrecht gewann.
Im Herrenbereich wurde er mit Tennis Borussia Berlin 1959/60 Meister der Oberliga Nord, ein Jahr später wurde das Team Zweiter. Bei der Endrunde zur Deutschen Mannschaftsmeisterschaft 1961 verlor Prandke nur ein Spiel (gegen Wolf Berger), siegte jedoch sechs Mal. 1962 schloss er sich dem Verein SC Charlottenburg an. 1961 gewann Prandke das Bundesranglistenturnier, bei den nationalen deutschen Meisterschaften belegte er im Einzel Platz drei. Im gleichen Jahr verlor er bei den internationalen deutschen Meisterschaften in Berlin das Endspiel gegen den Schweden Hans Alsér, nachdem er Josip Vogrinc (Jugoslawien) und Toni Larsson (Schweden) ausgeschaltet hatte. Aufgrund seiner Erfolge wurde er zur Weltmeisterschaft 1961 eingeladen, wo er mit der bundesdeutschen Mannschaft auf den siebten Platz kam. Im Einzel gelangte er bis in die vierte Runde, wo er dem Chinesen Hu Taopen unterlag.
Danach wurde es ruhig um Prandke. 1962 wurde er wegen unsportlichen Verhaltens vom Verein SC Charlottenburg für sieben Monate gesperrt. Um 1964 spielte er mit DJK Südost Berlin in der Landesliga, später in der Oberliga. Mit Tennis Borussia (seit 1966) siegte er 1966/67 noch einmal in der Oberliga Nord,  bei der Berliner Meisterschaft erreichte er 1966 das Endspiel.
Prandke war seit April 1966 verheiratet mit Birgit Szymanski. Aus der Verbindung gingen zwei Kinder hervor.

„Ick kann spielen, wat?“

## Turnierergebnisse
| Verband | Veranstaltung     | Jahr | Ort    | Land | Einzel    | Doppel    | Mixed     | Team |
| ------- | ----------------- | ---- | ------ | ---- | --------- | --------- | --------- | ---- |
| FRG     | Weltmeisterschaft | 1961 | Peking | CHN  | letzte 32 | letzte 64 | letzte 32 | 8    |